# بيتكو تسانكوف
بيتكو تسانكوف (بالبلغارية: Петко цанков)‏ هو لاعب كرة قدم بلغاري في مركز الوسط، ولد في 19 ديسمبر 1995 في فارنا في بلغاريا. لعب مع نادي تشيرنو مور فارنا ونادي دوبرودزا دوبريتش.

## وصلات خارجية
- بيتكو تسانكوف على موقع قاعدة بيانات كرة القدم.إي يو (الإنجليزية)
- بيتكو تسانكوف على موقع Soccerway.com (الإنجليزية)